# Гнатюк Мирослав-Володимир Васильович
Миросла́в-Володи́мир Гнатю́к (19 лютого 1917, Заліщики — 31 липня 2001, Детройт) — український лікар-психіатр, співак (бас), громадський діяч, член УЛТ Північної Америки. Молодший брат Богдана-Тараса Гнатюка.

## Життєпис
Батько — Василь Гнатюк. 
Навчався в Заліщицькій (польськомовній) та Коломийській українській гімназіях. Член ОУН з 1936 р.
З 1940 року студіював у Львівському медичному інституті (ЛМІ). На початку війни арештований більшовиками. Після виходу з цюпи продовжив навчання у виші, став провідником ОУН ЛМІ. З 1945 — провідник ОУН у Німеччині.
Мав приватну медичну практику у місті Філадельфія, очолював один із найбільших психіатричних шпиталів у штаті Огайо.
Автор наукових праць.
Соліст хору «Кобза». З 1989р — керівник капели бандуристів імені Тараса Шевченка в Детройті.

## Увічнення пам'яті
Ім'я Мирослава-Володимира Гнатюка присвоєно Заліщицькій державній гімназії.